# Un centavo de mujer
Un centavo de mujer es una película de Argentina dirigida por Román Viñoly Barreto sobre guion de Hugo Moser que se estrenó el 6 de febrero de 1958 y que tuvo como protagonistas a Jorge Riviere, Elsa Daniel, Nelly Panizza y Ricardo Castro Ríos.

## Sinopsis
Una adolescente pretende convertirse en mujer enamorando a un actor francés borracho.

## Reparto
- Jorge Riviere
- Elsa Daniel
- Nelly Panizza
- Ricardo Castro Ríos
- Raúl Rossi
- Mónica Linares
- André Norevó
- Doris Coll
- Mariano Vidal Molina
- Aída Villadeamigo
- Francisco Audenino

## Comentarios
Tulio Carella opinó sobre el filme:

”De la ingenua picardía… El sorpresivo final está lleno de fino encanto y nostálgica poesía. Sin embargo, para llegar a ese final hay que transitar 90 minutos sin tanta poesía ni tanto encanto.”

Por su parte, Manrupe y Portela escriben: 

”Protagónico de Elsa Daniel filmado antes de La casa del ángel pero estrenado después, y en el que todo está viciado de artifiosidad. En su momento acaparó premios del Instituto Nacional de Cinematografía.”